# Aleksander Ben Cewi
Aleksander Ben Cewi, Alexander Ben Zvi (hebr. אלכסנדר בן צבי; ur. 5 grudnia 1956 w Czerniowcach) – izraelski dyplomata, w latach 2019–2020 ambasador Izraela w Polsce.

## Życiorys
W 1971 wyemigrował z rodzicami z Ukraińskiej Socjalistycznej Republiki Radzieckiej do Izraela. Ukończył studia na Uniwersytecie Hebrajskim w Jerozolimie. W 1983 został zatrudniony w Ministerstwie Spraw Zagranicznych. W latach 1995–1998 był radcą w ambasadzie Izraela w Argentynie, w latach 2002–2006 ambasadorem w Kostaryce, Nikaragui i Panamie, a w latach 2010–2015 ambasadorem w Słowacji. W latach 2017–2019 był zastępcą dyrektora generalnego ds. Eurazji w MSZ Izraela.
Od września 2019 do listopada 2020 pełnił funkcję Ambasadora Nadzwyczajnego i Pełnomocnego Izraela w Polsce.
Zna język hebrajski, angielski, polski, hiszpański, rosyjski, jidysz i słowacki. Jest żonaty, ma czworo dzieci.